# Windows Server 2016
Windows Server 2016 este a opta lansare a sistemului de operare Windows Server dezvoltat de Microsoft ca parte a familiei de sisteme de operare Windows NT. A fost dezvoltat împreună cu Windows 10 și este succesorul Windows Server 2012 R2 (bazat pe Windows 8.1). Prima versiune de previzualizare a devenit disponibilă pe 1 octombrie 2014 împreună cu prima versiune tehnică de previzualizare a System Center. Windows Server 2016 a fost lansat pe 26 septembrie 2016 la conferința Microsoft Ignite  și a fost lansat pe scară largă pentru vânzare pe 12 octombrie 2016. Windows Server 2016 a fost succedat de Windows Server 2019 și Windows Server Semi-Annual Channel.